# 黔桂润楠
黔桂润楠（学名：Machilus chienkweiensis），为樟科润楠属下的一个植物种。